# 라리사 투르친스카야
라리사 알렉산드로브나 투르친스카야(러시아어: Лари́са Алекса́ндровна Турчи́нская, 1965년 4월 29일 ~ )는 러시아의 은퇴한 육상 선수로 주 종목은 7종경기이다. 결혼 전 성은 니키티나(러시아어: Ники́тина)이다.
1989년 6월 브랸스크에서 개인 최고 기록인 7007점을 기록했다. 이 기록은 카롤리나 클뤼프트가 2007년 세계 육상 선수권 대회에서 7032점을 달성할 때까지 유럽 기록으로 남아있었다. 
1994년 하이포 미팅에서 6596점으로 2위를 했다.
현재 오스트레일리아의 멜버른에 거주하며 육상 지도자로 활동하고 있다. 2005년에 딸 사라를 낳았다.